# Ryszard Koronowski

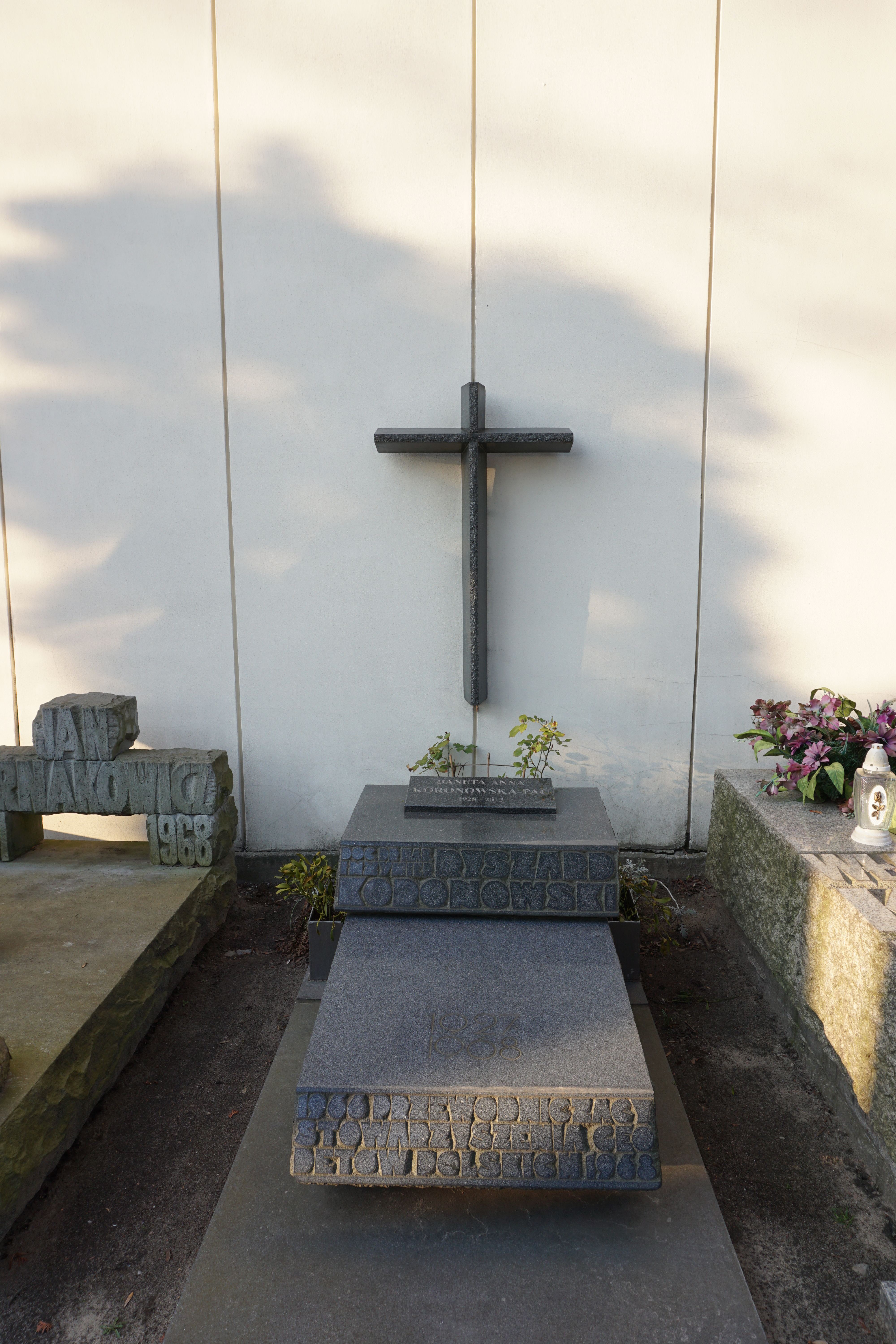
Grób Ryszarda Koronowskiego na cmentarzu Powązkowskim

Ryszard Koronowski (ur. 10 lipca 1927 w Mławie, zm. 21 listopada 1968 w Warszawie) – polski geodeta, specjalista od obliczeń geodezyjnych.

## Życiorys
Od wczesnych lat związany z harcerstwem, podczas II wojny światowej członek Szarych Szeregów. Studiował na Wydziale Geodezji i Kartografii Politechniki Warszawskiej. Po ukończeniu studiów rozpoczął pracę na macierzystej uczelni – najpierw w Katedrze Geodezji Niższej, następnie przeniósł się do Katedry Rachunku Wyrównawczego i Obliczeń Geodezyjnych. Doktoryzował się w 1953, w 1961 został docentem. W 1968 dziekan Wydziału Melioracji Wodnych Szkoły Głównej Gospodarstwa Wiejskiego. Był również wykładowcą Wojskowej Akademii Technicznej. Działał w Stowarzyszeniu Geodetów Polskich, od 1966 był jego przewodniczącym. Zmarł w wyniku obrażeń powstałych w wyniku upadku na oblodzonej ulicy. Pochowany został w alei zasłużonych cmentarza na Powązkach w Warszawie, grób 156.